# Ельцинский, Василий Иванович
Василий Иванович Ельцинский (25 января [6 февраля] 1832, Владимир — 13 [25] сентября 1895, Владимир) — терапевт, ординарный профессор Московского университета.

## Биография
Родился 25 января 1832 года во Владимире, в семье священника.
В 1852 году окончил Владимирскую духовную семинарию после чего продолжил обучение на медицинском факультете Императорского Московсковского университета, который окончил с отличием в 1857 году со степенью лекаря и был оставлен ассистентом в хирургическом отделении госпитальной клиники.
С 1860 года — сверхштатный младший ординатор в Екатерининской больнице; с 1865 года — штатный ординатор терапевтического отделения госпитальной клиники Московского университета.
В 1872 году защитил диссертацию «О прободении грудной клетки при скоплении в мешках грудной плевры жидкого выпота» и был удостоен степени доктора медицины; осенью того же года утверждён доцентом по кафедре частной патологии и терапии. В 1884 году присвоено звание экстраординарного профессора, а в 1893 году — ординарного профессора той же кафедры. В 1894 году вышел в отставку.
Преподавая в университете, он в течение 27 лет состоял врачом при Императорском лицее в память цесаревича Николая. Являлся членом физико-медицинского общества (с 1860) и Общества русских врачей (с 1860); в 1874—1878 гг. был редактором «Московской медицинской газеты».
Скончался на 64-м году жизни 13 сентября 1895 года во Владимире и похоронен на Князь-Владимирском кладбище.
Сочинения:
- Коренное лечение сифилиса оспопрививанием. — М., 1860
- Сибирская язва и её лечение. — М., 1864
- О прободении грудной клетки при скоплении в мешках грудной плевы жидкого выпота. — М., 1872

## Семья
- Отец — Иоанн Стафанович Ельцинский (ум. 1848), в 1820 году окончил Владимирскую духовную семинарию и был рукоположен в сан священника к Петропавловской церкви города Владимира; с 1825 года преподавал во Владимирском духовном училище.